# Фонд Проа
Фонд Проа (ісп. Fundación Proa) — приватний музей, розташований на Авеніда Педро де Мендоса в Ла-Боці, районі міста Буенос-Айрес. У даному музеї представлені переважно зразки латиноамериканського мистецтва XX століття.

## Відкриття та функціонування музею
Музей був відкритий у 1996 році і розташовується в будівлі, побудованій наприкінці XIX століття у європейському стилі. До 2008 року пройшла її масштабна реконструкція, в результаті якої істотно були розширені виставкові майданчики.
У приміщенні музею впродовж усього року проводяться різноманітні виставки живописних робіт, скульптур та фотографій. Крім того, тут проходять різнопланові інсталяції, конференції та концерти.

## Відзнаки
У 2002 році музей був відзначений спеціальною премією аргентинського некомерційного культурного фонду Конекс.